# Pierre Pauwels
Petrus (Pierre) Pauwels (Gent, 29 september 1887 – Kortrijk, 17 januari 1969) was een  Belgisch beeldhouwer, kunstschrijnwerker, antiquair, docent en academiedirecteur.

## Leven en werk
Pierre Pauwels werd geboren aan de aan de Schouwvegersstraat in Gent als zoon Petrus Pauwels en Maria Amelia D'hondt. Zijn vader had er een atelier in neogotisch meubilair en beeldhouwwerk in hout en steen onder de naam Pauwels-D'hondt. Pauwels studeerde aan het Sint-Amandscollege in Kortrijk en werd vervolgens toegelaten tot de nog jonge dagopleiding van de Gentse Sint-Lucasschool. Hij behaalde de grote prijs voor meubelkunst (1910) en de eerste prijs voor beeldhouwkunst (1911). Pauwels ontwierp klassiek en functioneel beeldhouwwerk. Hij trouwde met Marguerite Croquison en vestigde zich in Kortrijk. Hun zoon Henri Pauwels (1923-2010) werd conservator van de Koninklijke Musea voor Schone Kunsten van België.
Tijdens de Eerste Wereldoorlog verbleef Pauwels eerst in Engeland en werkte vervolgens als ontwerper in een Frans constructie-atelier. Toen hij in 1919 terugkeerde naar België nam hij de antiekhandel Crocquisson over en vestigde zich als antiquair en meubelrestaurateur aan het Plein in Kortrijk. Hij maakte er onder meer een kerststal voor de Sint-Maartenskerk. Hij werd in 1928 bestuurslid van de Koninklijke Academie voor Schone Kunsten van Kortrijk. Van 1932 tot 1952 was hij als docent meubelkunst verbonden aan de Sint-Lucasschool in Doornik. Van 1946 tot 1955 was hij directeur van de Kortrijkse Academie. Hij was bovendien lid van de provinciale Commissie voor Schone Kunsten en van het Provinciale comité van Kunstambachten en Kunstnijverheid in West-Vlaanderen.